# Potencia nominal
La potencia nominal es la potencia máxima que demanda una máquina o aparato en condiciones de uso normales; esto quiere decir que el aparato está diseñado para soportar esa cantidad de potencia, sin embargo debido a fluctuaciones en la corriente, al uso excesivo o continuo, o en situaciones de uso distintas a las del diseño, la potencia real puede diferir de la nominal, siendo más alta o más baja.

### Ejemplo
Un altavoz x está fabricado para soportar 100 W RMS, y esa es su potencia nominal.

## Potencia térmica nominal
La potencia térmica nominal (Ptn) es la potencia máxima que, según determine y garantice el fabricante, puede suministrar un equipo en funcionamiento continuo, ajustándose a los rendimientos declarados por el fabricante.